# 塔門廊站
塔門廊站（英語：Tower Gateway DLR station）是碼頭區輕便鐵路的高架車站，位於倫敦塔的附近。本站位於倫敦軌道運輸第1收費區。距離該站最近的地鐵站是塔丘站。本站開通於1987年8月31日。

## 歷史

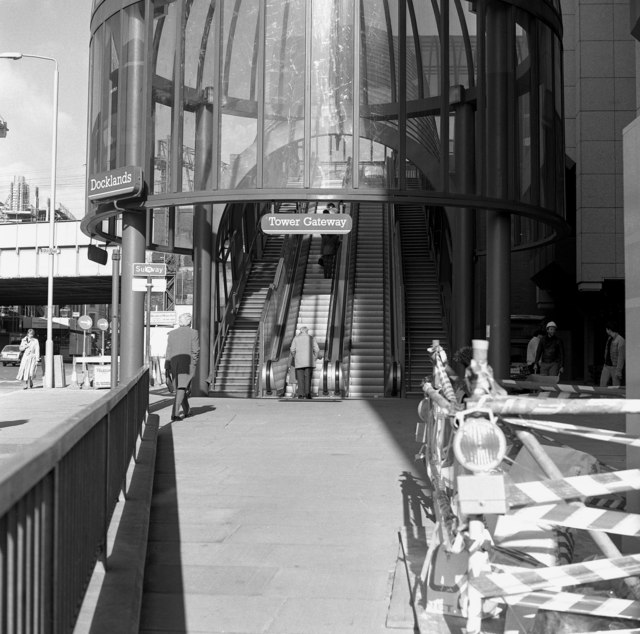
1988年時的本站入口

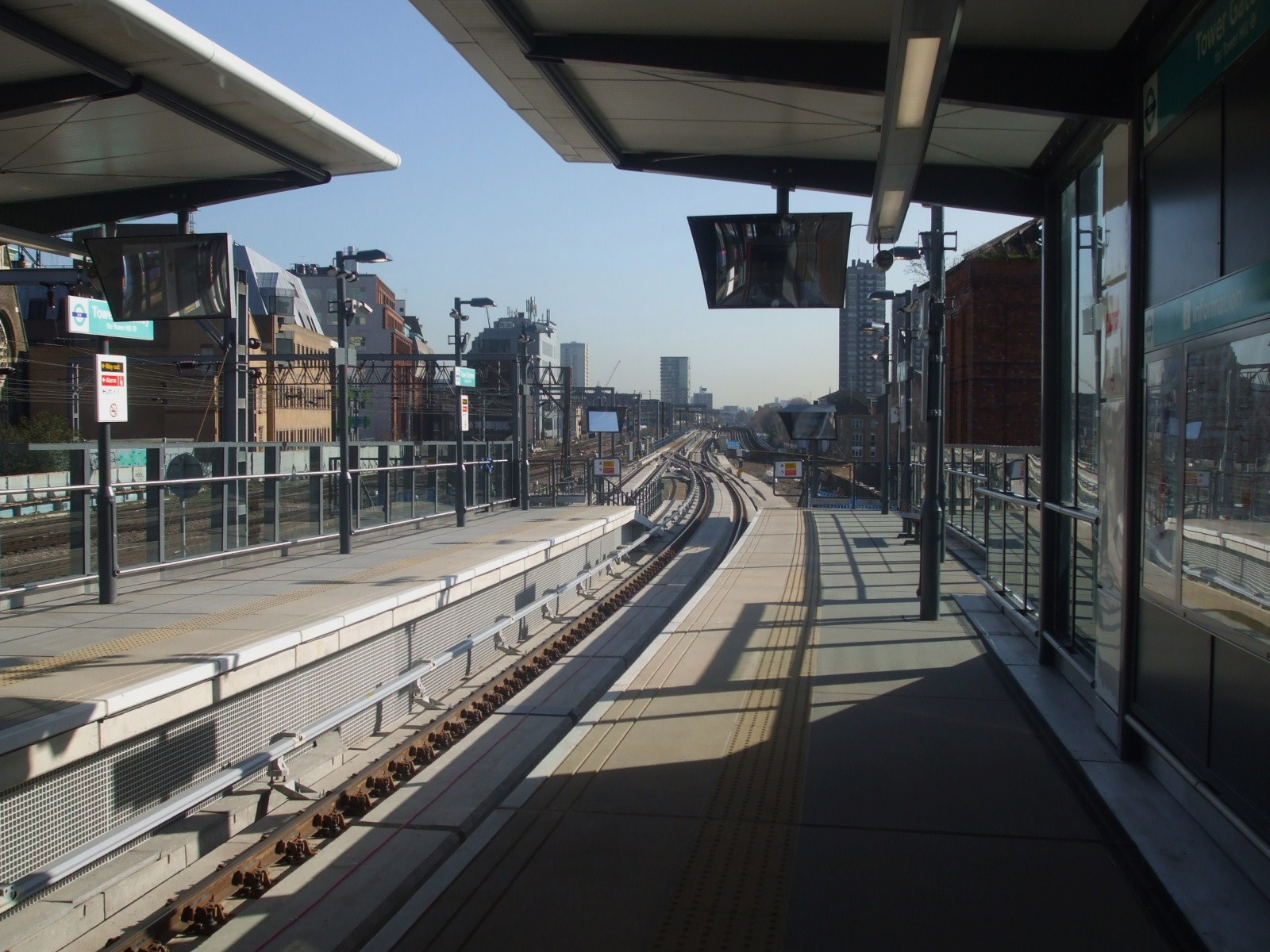
重建工程完成後的車站月台

它於 1987 年啟用，當時是輕鐵系統初期的西端終點站，當時也是距離倫敦市中心最近的車站。
碼頭區輕便鐵路銀行站地下延伸線於 1991 年啟用，該線於本站和東邊下一站沙德韋爾站之間分歧，並從距離本站月台東端不遠的陡峭坡道上俯衝而下，從那裡可以清楚地看到該支線。 
本站是一個構造簡單的高架終點站，保持了碼頭區輕便鐵路最初的基本、輕量風格。 建成時它有兩條軌道和一條交叉路口。 銀行支線啟用後，本站的重要性大大降低。 在重建之前，它有一個相當狹窄的中央月台，主線以及一條單一軌道（該軌道透過本站月台末端不遠處的一組轉轍器連接主線）。
本站於 2008 年 6 月 30 日開始重建工程。車站於 2009 年 3 月 2 日重新開放。新車站為只有單軌的終點站，可運行三節車廂列車，列車兩側各有一個月台，一側供乘客離開車廂，另一側則供乘客登上車廂（西班牙式月台佈局）。
目前本站只提供前往貝克頓站的列車服務，因此從本站前往輕鐵其他支線的旅程通常需要換乘。

## 未來
倫敦市長辦公室發布的一份交通文件計劃關閉本站及所屬分支，並通過建設與塔丘站相連、位於銀行分支的新車站提供替代換乘站。關閉本站及所屬支線的理由是，目前 90% 前往倫敦市的輕鐵乘客均使用銀行站，但只有 75% 的服務使用銀行支線。塔門廊支線的關閉將可使銀行站的班次從 23 班/小時增加到 30 班/小時，從而釋放銀行支線更多容量。

## 連繫
倫敦巴士42、78、100、343號及通宵路線N551號均服務本站。

## 外部連結
- Docklands Light Railway website - Tower Gateway station page
- More photographs of this station （页面存档备份，存于）